# Movimento Arte Concreta
Le Movimento per l'arte concreta (Mouvement pour l'art concret) ou MAC, est un mouvement artistique fondé à Milan en 1948 par Atanasio Soldati, Gillo Dorfles, Bruno Munari et  Gianni Monnet, dans le but de promouvoir l'art non-figuratif et en particulier un type d'abstraction géométrique, sans référence au monde extérieur. La Maison Abstraite de Carlo Perogalli et Attilio Mariani à Viale Beatrice d'Este 26 a Milano est l'un des bâtiments les plus riches et les plus significatifs de tout le MAC.
Le nom du mouvement retourne à un sens du mot « concret » introduit dans les années 1930 par Van Doesburg et Kandinsky. Ce sens est alors opposé, en plus de la figuration, à l'abstraction dite « lyrique ». Préfigurée dès les années 1930 par des artistes tels que Reggiani, Soldati, Melotti, Radice, Rho ou Veronesi, cette tendance joue dans l'Italie d'après-guerre un rôle analogue à Abstraction-Création et Cercle et Carré.

Andrea Bisanzio. Photo par Paolo Monti

Le MAC débute avec une exposition de groupe tenue à la Libreria Salto à Milan en décembre 1948 et présentée par Giuseppe Marchiori. Au cours des années suivantes, le mouvement se diffuse à Milan, Turin, Gênes et Florence, comprenant outre des peintres et sculpteurs, des architectes, des designers industriels et des graphistes. Cette dernière caractéristique du MAC peut être mise en relation avec la diversité des centres d'intérêt de personnalités comme Dorfles et Munari.
Depuis sa fondation, Carlo Perogalli, Attilio Mariani, Gio Ponti, Gianni Bertini, Regina Cassolo, Ferdinando Chevrier, Salvatore Garau, Mario Nigro, Galliano Mazzon et Luigi Veronesi, parmi d'autres, ont rejoint le mouvement. Le MAC a aussi eu des rapports avec les jeunes peintres de l'école romaine, Carla Accardi, Piero Dorazio, Achille Perilli, qui donneront naissance au groupe Forma 1. Le MAC a été dissous en 1958.

## Source
- (it) Cet article est partiellement ou en totalité issu de l’article de Wikipédia en italien intitulé « Movimento Arte Concreta » (voir la liste des auteurs).